# Miniopterus shortridgei
Miniopterus shortridgei és una espècie de ratpenat de la família dels minioptèrids. Viu a Indonèsia i el Timor Oriental. No se sap gaire cosa sobre el seu hàbitat natural. Es desconeix si hi ha cap amenaça significativa per a la supervivència d'aquesta espècie.